# جولیت کاریاگا
جولیت کاریاگا (انگلیسی: Juliet Cariaga؛ زاده) یک مانکن اهل آمریکا است.